# Canton d'Alfortville-Nord
Le canton de Alfortville-Nord est une ancienne division administrative française située dans le département du Val-de-Marne et la région Île-de-France.
Il disparait en 2015, son territoire étant intégré dans le canton d'Alfortville.

## Histoire
Un canton d'Alfortville, comprenant uniquement la commune d'Alfortville est créé, lors de la mise en place du département du Val-de-Marne par le décret du 20 juillet 1967 .
Ce canton est scindé par le décret du 24 décembre 1984, afin de créer le canton d'Alfortville-Sud, et le canton d'Alfortville est renommé en canton d'Alfortville-Nord, auquel il convient de se reporter pour cette période.
Un nouveau découpage territorial du Val-de-Marne entre en vigueur à l'occasion des premières élections départementales suivant le décret du 17 février 2014. Les conseillers départementaux sont, à compter de ces élections, élus au scrutin majoritaire binominal mixte. Les électeurs de chaque canton élisent au Conseil départemental, nouvelle appellation du Conseil général, deux membres de sexe différent, qui se présentent en binôme de candidats. Les conseillers départementaux sont élus pour 6 ans au scrutin binominal majoritaire à deux tours, l'accès au second tour nécessitant 12,5 % des inscrits au 1er tour. En outre la totalité des conseillers départementaux est renouvelée. Ce nouveau mode de scrutin nécessite un redécoupage des cantons dont le nombre est divisé par deux avec arrondi à l'unité impaire supérieure si ce nombre n'est pas entier impair, assorti de conditions de seuils minimaux. Dans le Val-de-Marne, le nombre de cantons passe ainsi de 49 à 25.
Dans ce cadre, les deux anciens cantons d'Alfortville sont regroupés pour former le canton d'Alfortville, qui est formé d'une seule commune.

## Administration
| Période         | Période          | Identité          | Étiquette    | Qualité |
| --------------- | ---------------- | ----------------- | ------------ | --- |
| 1985            | 1988             | Joseph Franceschi | SFIO puis PS | Instituteur, puis professeur de droit Maire d'Alfortville (1965 → 1988) Député du Val-de-Marne (1973 → 1988) Secrétaire d'État (1981 → 1986) Ancien conseiller général du Canton d'Alfortville (1967 → 1985) Mort en fonction |
| 1988            | 2008             | Roger Tisseyre    | PS           | Enseignant retraité Adjoint au maire d'Alfortville Conseiller régional d'Île-de-France Vice-président du conseil général du Val-de-Marne                                                                                      |
| mars 2008       | 17 octobre 2011, | Luc Carvounas     | PS           | Cadre territorial Vice-président du conseil général Adjoint au maire d'Alfortville Sénateur (2011-2017) Démissionnaire |
| 17 octobre 2011 | 2015             | Isabelle Santiago | PS           | Chargée de mission Conseillère générale du canton d'Alfortville-Sud (mars à octobre 2011) Conseillère municipale d'Alfortville Élue en 2015 dans le nouveau canton d'Alfortville                                              |

## Composition

### Période 1967 - 1984
Le canton, alors dénommé Canton d'Alfortville, comprenait la totalité de cette commune.

### Période 1984 - 2015
Le canton, renommé en canton d'Alfortville-Nord, comprenait, selon la toponymie du décret de 1984, la partie d'Alfortville située au nord « d'une ligne définie par l'axe de l'avenue Malleret-Joinville (à partir de la limite de la commune de Maisons-Alfort) et de l'avenue du Général-Leclerc et par une ligne imaginaire tracée dans le prolongement de l'axe de l'avenue du Général-Leclerc jusqu'à la limite de la commune de Vitry-sur-Seine ».
Le surplus de la commune était inclus dans le canton d'Alfortville-Sud.
| Communes                      | Population (2012) | Code postal | Code Insee |
| ----------------------------- | ----------------- | ----------- | ---------- |
| Alfortville (commune entière) | 36 232            | 94 140      | 94 002     |

## Démographie
| 1962 | 1968 | 1975 | 1982 | 1990   | 1999   | 2009 |
| ---- | ---- | ---- | ---- | ------ | ------ | ---- |
| -    | -    | -    | -    | 19 134 | 19 846 | -    |